# Violation de domicile
La violation de domicile est un délit pénal dans la plupart des systèmes juridiques, consistant à s'introduire dans un local sans l’autorisation de son propriétaire ou de son légitime occupant.

## Par pays

### Canada
En droit canadien, la violation de domicile est une circonstance aggravante de l'introduction par effraction dans un dessein criminel, d'après les articles 348 et 348.1 du Code criminel. La doctrine du château permet à un individu de se défendre contre la violation de domicile, d'après l'arrêt Colet c. La Reine.

### Royaume-Uni
En droit anglais, elle est appelée home invasion. Le domicile peut être défendu contre l'intrusion, en application de la doctrine du château.

### Suisse
En Suisse, la violation de domicile est définie dans l'article 186 du Code pénal suisse :

« Celui qui, d’une manière illicite et contre la volonté de l’ayant droit, aura pénétré dans une maison, dans une habitation, dans un local fermé faisant partie d’une maison, dans un espace, cour ou jardin clos et attenant à une maison, ou dans un chantier, ou y sera demeuré au mépris de l’injonction de sortir à lui adressée par un ayant droit sera, sur plainte, puni d’une peine privative de liberté de trois ans au plus ou d’une peine pécuniaire. »